# Ngleses
Ngleses is een bestuurslaag in het regentschap Boyolali van de provincie Midden-Java, Indonesië. Ngleses telt 4348 inwoners (volkstelling 2010).